# Ripsaw
Le Ripsaw est un véhicule terrestre sans pilote, conçu et construit par Howe & Howe Technologies (en) pour l'United States Army.

## Description
Ce char léger drone est capable de dépasser la vitesse de 96 km/h.

## Dans la culture populaire
Le véhicule apparaît dans le film Fast and Furious 8 (2017).